# Precious Uchenna
Eze Precious Uchenna (* 19. Dezember 2001) ist ein nigerianischer Fußballspieler.

## Karriere
Precious Uchenna steht seit dem 1. August 2024 beim thailändischen Zweitligisten Suphanburi FC unter Vertrag. Sein Zweitligadebüt für den Verein aus Suphanbri gab er am 9. August (1. Spieltag) im Auswärtsspiel gegen den Erstligaabsteiger Chonburi FC. Bei der 4:0-Niederlage stand er in der Startelf und spielte die kompletten 90 Minuten. Am Ende der Saison 2024/25 musste er mit Suphanburi in die dritte Liga absteigen.